# Melanotrema foratum
Melanotrema foratum är en lavart som först beskrevs av William Nylander och som fick sitt nu gällande namn av Andreas Frisch. 
Melanotrema foratum ingår i släktet Melanotrema och familjen Graphidaceae. Inga underarter finns listade i Catalogue of Life.